# Perfume (음악 그룹)

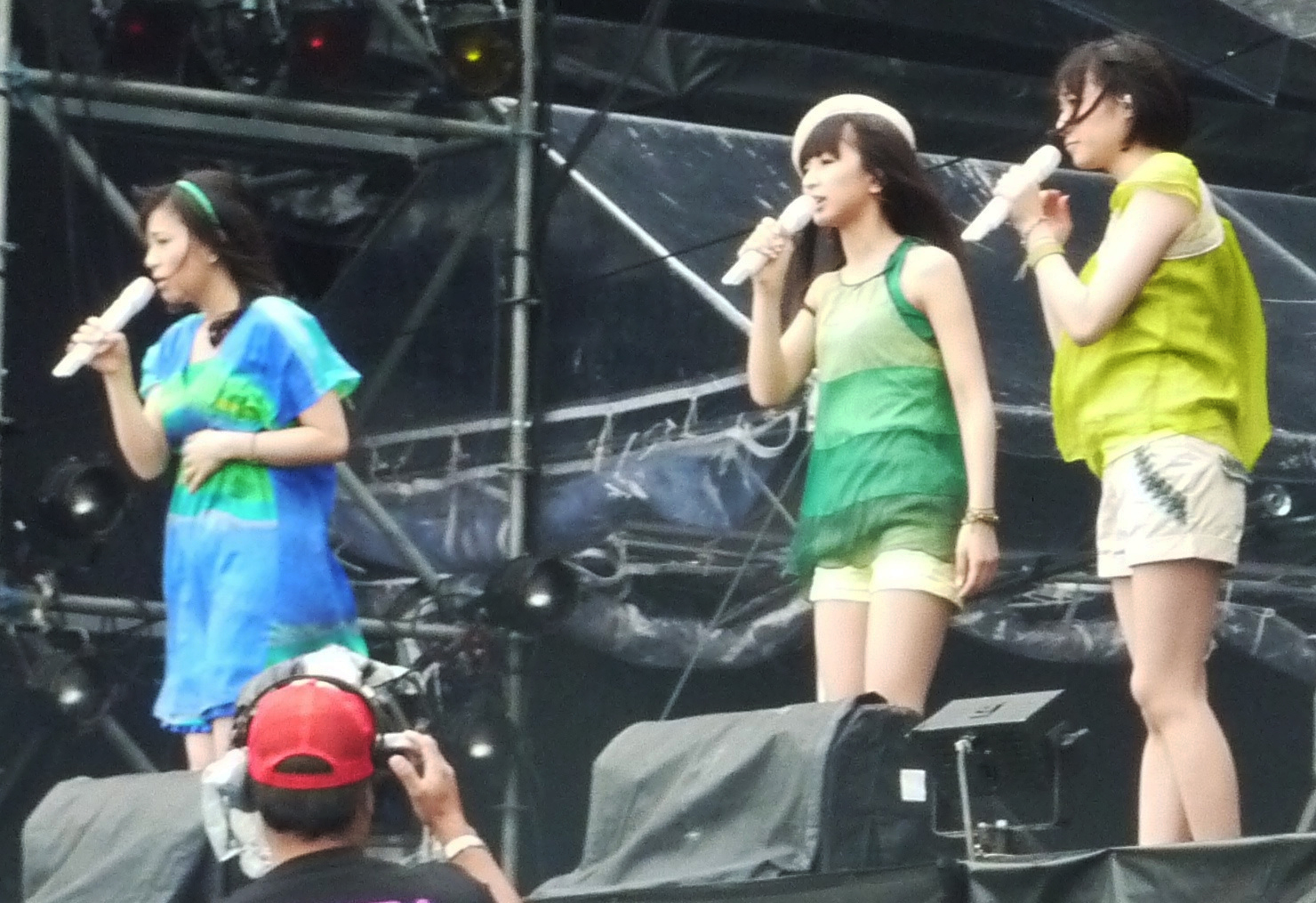
Perfume 2009

Perfume(퍼퓸, 일본어: パフューム)은 일본의 3인조 걸그룹이다. 
히로시마시 출신의 놋치, 카시유카, 아~쨩으로 구성되어 있다.
2002년 3월 21일 〈OMAJINAI★ペロリ〉로 인디즈 데뷔, 2005년부터는 메이저 레이블과 계약하며 신스팝 장르의 음악을 주로 발매했다.
2003년부터 현재까지 음악 그룹 CAPSULE의 멤버 나카타 야스타카가 Perfume의 프로듀싱을 담당하고 있다.
일렉트로닉 사운드와 독특한 무대 연출이 특징이다.

## 그룹 이름
'Perfume'은 '향기'나 '향수'를 뜻하는 낱말이다. 이것은 결성 당시에 있던 구성원(카시노 유카(樫野有香), 니시와키 아야카(西脇綾香), 카와시마 유카(河島佑香))의 이름에 '香'이 포함되었기 때문에 이름되었다.

## 내력

### 결성
2000년 봄에 퍼퓸을 결성한다. 당시 그룹 이름의 표기는 "ぱふゅ～む 파휴무[*]" 혹은 "ぱふゅ→む 파휴무[*]"였다. 결성 후 얼마 지나지 않아 카와시마가 탈퇴하고, 2001년 여름에 오모토가 새로 가입하며 현재 구성원이 된다. 2002년, 히로시마에서 싱글 2장을 발매하며 히로시마 지역에서만 활동했다.
2003년 봄, 구성원들이 중학교를 졸업하자 활동지를 도쿄로 옮기며 어뮤즈에 소속하게 되고, 그룹 이름 표기도 히라가나에서 알파벳 'Perfume'으로 변경했다. 8월에는 Perfume이 된 후 첫 싱글인 《스윗 도넛》을 발매한다. 음악 제작자로 Capsule의 나카타 야스타카를 맞이해 히로시마 시절과는 다른 테크노 팝 노선으로 전환한다.
2005년 9월 싱글 《리니어 모터 걸》로 정식 데뷔하며 '근미래형 테크노 팝 그룹' 컨셉으로 활동하기 시작한다. 2006년 8월에는 첫 음반이자 베스트 음반 《Perfume ~Complete Best~》를 발매한다.

### 2007년 ~ 2008년: GAME
2007년 3월 이후 4주간 기무라 카에라가 자신이 진행하는 라디오 방송 《오! 마이 라디오》에서 퍼퓸의 노래를 자주 틀게 된다. 이 방송을 들은 CF 감독 도모쓰기 아키라가 퍼퓸을 CF 모델로 기용한다. 퍼퓸의 구성원이 출연하고 노래 〈폴리리듬〉이 쓰인 이 환경 · 재활용 캠페인 광고 〈재활용 마크가 친환경 마크〉는 7월 1일부터 방송이 시작됐다. 8월엔 일본을 대표하는 록 페스티벌 《서머 소닉》에 아이돌 그룹으로는 이례적으로 출연해 오사카 공연장에서 오프닝 공연을 맡았다. 9월엔 싱글 《폴리리듬》을 발매, 오리콘 주간 차트에서 7위를 차지하며 처음으로 10위권에 진입한다.
2008년 1월 싱글 《Baby cruising Love / 마카로니》를 발매해 오리콘 주간 차트에서 3위를 기록하고 같은 시기 음반 《Perfume ~Complete Best~》도 10만 장 출하를 달성해 일본 레코드 협회에서 골드 인정을 받는다. 4월에는 두 번째 음반 《GAME》을 발매 오리콘 주간 앨범차트 1위에 오르고 첫 전국 투어 《에스키모 pino presents Perfume First Tour 〈GAME〉》을 실시한다.

### 2008년 ~ 현재: 트라이앵글
2008년 7월, 《GAME》발매 이후 첫 싱글인 《love the world》를 발매한다. 이 싱글로 《GAME》에 이어 싱글에서도 오리콘 차트 1위를 차지한다. 10월엔 공연 DVD 《Perfume First Tour 《GAME》을 발매해 DVD차트에서 1위를 차지하며 2008년에 발매한 싱글 · 음반 · DVD 모두 1위에 오르게 된다. 11월엔 싱글 《Dream Fighter》를 발매하고 12월엔 〈폴리리듬〉으로 《NHK 홍백가합전》에 첫 출장한다.
2009년 3월엔 싱글 《원룸 디스코》를 발매하며 싱글로는 두 번째 오리콘 1위를 차지했고, 4월부턴 NHK의 음악 방송 《뮤직 재팬》에서 세키네 마리와 공동 진행을 맡고 있다. 7월 8일에 세 번째 음반 《트라이앵글》을 발매했으며, 8월부터 두 번째 전국 투어 《Perfume Second Tour 2009 직각이등변삼각형투어》를 실시했다. 또한 2009년 12월 《NHK 홍백가합전》에 〈원룸 디스코〉로 출장이 결정되었다.

### 2012년: 레이블 이적
2월 29일, 해외 진출을 위해 유니버설 뮤직 재팬으로 이적을 발표했으며, 최신 음반인 《JPN》을 50개국에 아이튠즈로 발매하고 공식 글로벌 웹사이트를 3월 6일에 오픈한다고 발표했다. 또 이적 후 유니버설에서 처음 발매하는 음반은 싱글 〈Spring of Life〉이며, 봄에 발매할 예정이라 발표됐다.
3월 8일, 2012년 첫 싱글 〈Spring of Life〉를 4월 11일에 발매하는 것이 발표되었다. 이 노래는 〈기린 츄하이 효케스〉의 CF에 사용됐으며, 새로운 레이블에서 발매하는 퍼퓸의 첫 싱글이다.
6월 23일 마쿠하리 멧세에서 열리는 MTV 비디오 뮤직 어워드 재팬 2012의 진행자로 결정됐다.

## 구성원
| 이름     | 소개 |
| -------- | --- |
| 놋치     | - 본명 : 大本彩乃 - 생년월일 : 1988년 9월 20일(36세) - 출생지 : 일본히로시마현 히로시마시 - 비고: 카와시마가 탈퇴한 후 2001년에 가입 - 활동 기간 : 2001년~ |
| 카시유카 | - 본명 : 樫野有香 - 생년월일 : 1988년 12월 23일(36세) - 출생지 : 일본히로시마현 히로시마시 - 활동 기간 : 2001년~                                           |
| 아~쨩    | - 본명 : 西脇綾香 - 생년월일 : 1989년 2월 15일(36세) - 출생지 : 일본히로시마현 히로시마시 - 가족 : 9nine 니시와키 사야카 - 활동 기간 : 2001년~             |

### 이전 구성원
| 이름          | 소개                                                                              |
| ------------- | --------------------------------------------------------------------------------- |
| 카와시마 유카 | - 이름 : 카와시마 유카 - 생년월일 : - 출생지 : 일본 - 비고: - 활동 기간 : 2001년~ |

## 음반 목록

#### 싱글
| 순서                   | 발매일           | 제목                                                                         | 형태            | 수록 앨범                 | 최고 순위 | 인증 |
| ---------------------- | ---------------- | ---------------------------------------------------------------------------- | --------------- | ------------------------- | --------- | ---- |
| 인디즈 (히로시마 한정) | 2002년 3월 21일  | OMAJINAI★ペロリ (OMAJINAI★페로리)                                            | CD              |                           |           |      |
| 인디즈 (히로시마 한정) | 2002년 11월 1일  | 彼氏募集中 (남자친구 모집 중)                                                | CD              |                           |           |      |
| 인디즈 (전국)          | 2003년 8월 6일   | スウィートドーナッツ (스위트 도넛)                                           | CD              | Perfume 〜Complete Best〜 |           |      |
| 인디즈 (전국)          | 2004년 3월 17일  | モノクロームエフェクト (모노크롬 이펙트)                                     | CD              | Perfume 〜Complete Best〜 |           |      |
| 인디즈 (전국)          | 2004년 9월 8일   | ビタミンドロップ (비타민 드롭)                                               | CD              | Perfume 〜Complete Best〜 |           |      |
| 1st                    | 2005년 9월 21일  | リニアモーターガール (리니어 모터 걸)                                        | CD              | Perfume 〜Complete Best〜 | 99        |      |
| 2nd                    | 2006년 1월 11일  | コンピューターシティ (컴퓨터 시티)                                           | CD              | Perfume 〜Complete Best〜 | 45        |      |
| 3rd                    | 2006년 6월 28일  | エレクトロ・ワールド (일렉트로 월드)                                         | CD              | Perfume 〜Complete Best〜 | 77        |      |
| 4th                    | 2007년 2월 14일  | Fan Service [sweet]                                                          | CD+DVD          | GAME                      | 31        |      |
| 5th                    | 2007년 9월 12일  | ポリリズム (폴리 리듬)                                                       | CD+DVD CD       | GAME                      | 7         | 골드 |
| 6th                    | 2008년 1월 16일  | Baby cruising Love / マカロニ (Baby cruising Love/ 마카로니)                 | CD+DVD CD       | GAME                      | 3         |      |
| 7th                    | 2008년 7월 9일   | love the world                                                               | CD+DVD CD       | ⊿(트라이앵글)             | 1         | 골드 |
| 8th                    | 2008년 11월 19일 | Dream Fighter                                                                | CD+DVD CD       | ⊿(트라이앵글)             | 2         | 골드 |
| 9th                    | 2009년3월25일    | ワンルーム・ディスコ (원룸 디스코)                                           | CD+DVD CD       | ⊿(트라이앵글)             | 1         | 골드 |
| 10th                   | 2010년 4월 14일  | 不自然なガール / ナチュラルに恋して (부자연스러운 걸 / 내추럴하게 사랑해 줘) | CD+DVD CD       | JPN                       | 2         | 골드 |
| 11th                   | 2010년 8월 11일  | VOICE                                                                        | CD+DVD CD       | JPN                       | 2         | 골드 |
| 12th                   | 2010년 11월 10일 | ねぇ (있지)                                                                  | CD+DVD CD       | JPN                       | 2         | 골드 |
| 13th                   | 2011년 5월 18일  | レーザービーム / 微かなカオリ (레이저 빔 / 아련한 향기)                      | CD+DVD CD       | JPN                       | 2         | 골드 |
| 14th                   | 2011년 11월 2일  | スパイス (스파이스)                                                          | CD+DVD CD       | JPN                       | 2         | 골드 |
| 15th                   | 2012년 4월 11일  | Spring of Life                                                               | CD+DVD CD       | LEVEL3                    | 2         | 골드 |
| 16th                   | 2012년 8월 15일  | Spending all my time                                                         | CD+DVD CD       | LEVEL3                    | 2         | 골드 |
| 17th                   | 2013년 2월 27일  | 未来のミュージアム (미래의 박물관)                                           | CD+DVD CD       | LEVEL3                    | 2         | 골드 |
| 18th                   | 2013년 5월 22일  | Magic of Love                                                                | CD+DVD CD       | LEVEL3                    | 3         | 골드 |
| 19th                   | 2013년 11월 27일 | Sweet Refrain                                                                | CD+DVD CD       | COSMIC EXPLORER           | 3         |      |
| 20th                   | 2014년 7월 16일  | Cling Cling                                                                  | CD+DVD CD       | COSMIC EXPLORER           | 2         | 골드 |
| 21st                   | 2015년 4월 29일  | Relax In The City / Pick Me Up                                               | CD+DVD CD       | COSMIC EXPLORER           | 2         |      |
| 22nd                   | 2015년 10월 28일 | STAR TRAIN                                                                   | CD+DVD CD       | COSMIC EXPLORER           | 4         | 골드 |
| 23rd                   | 2017년 2월 15일  | TOKYO GIRL                                                                   | CD+DVD CD       | Future Pop                | 2         |      |
| 24th                   | 2017년 8월 30일  | If you wanna                                                                 | CD+DVD CD       | Future Pop                | 2         |      |
| 25th                   | 2019년 3월 14일  | 無限未来 (무한미래)                                                          | CD+DVD CD       | Future Pop                | 4         |      |
| 26th                   | 2020년 9월 16일  | Time Warp                                                                    | CD+DVD CD       | PLASMA                    | 2         |      |
| 27th                   | 2022년 3월 9일   | Flow                                                                         | CD+BD CD+DVD CD | PLASMA                    | 5         |      |

### 정규 음반
| 순서 | 발매일           | 제목                    | 형태                           | 최고 순위 | 레이블                   | 인증          |
| ---- | ---------------- | ----------------------- | ------------------------------ | --------- | ------------------------ | ------------- |
| 1st  | 2007년 2월 14일  | Perfume ~Complete Best~ | CD+DVD                         | 24        | 도쿠마 재팬 커뮤니케이션 |               |
| 2nd  | 2008년 4월 16일  | GAME                    | CD+DVD CD                      | 1         | 도쿠마 재팬 커뮤니케이션 | 더블 플래티넘 |
| 3rd  | 2009년 7월 8일   | ⊿ (트라이앵글)          | CD+DVD CD                      | 1         | 도쿠마 재팬 커뮤니케이션 | 플래티넘      |
| 4th  | 2011년 11월 30일 | JPN                     | CD+DVD CD                      | 1         | 도쿠마 재팬 커뮤니케이션 | 플래티넘      |
| 5th  | 2013년 10월 2일  | LEVEL3                  | CD+DVD CD                      | 1         | 유니버설 뮤직 재팬       | 플래티넘      |
| 6th  | 2016년 4월 6일   | COSMIC EXPLORER         | CD+BD CD+DVD CD                | 1         | 유니버설 뮤직 재팬       | 골드          |
| 7th  | 2018년 8월 15일  | Future Pop              | CD+BD CD+DVD CD                | 1         | 유니버설 뮤직 재팬       | 골드          |
| 8th  | 2022년 7월 27일  | PLASMA                  | CD CD+DVD CD+2DVD CD+BD CD+2BD | 3         | 유니버설 뮤직 재팬       |               |

### 컴필레이션 음반
| 발매일          | 제목                                        | 형태               | 최고 순위 | 레이블                   | 인증     |
| --------------- | ------------------------------------------- | ------------------ | --------- | ------------------------ | -------- |
| 2006년 8월 2일  | Perfume ~Complete Best~                     | CD+DVD             | 66        | 도쿠마 재팬 커뮤니케이션 | 골드     |
| 2012년 9월 12일 | Perfume Global Compilation "LOVE THE WORLD" | CD+DVD CD          | 1         | 도쿠마 재팬 커뮤니케이션 | 플래티넘 |
| 2019년 9월 18일 | Perfume The Best "P Cubed"                  | 3CD+BD 3CD+DVD 3CD | 1         | 유니버설 뮤직 재팬       | 골드     |

### DVD 및 블루레이 디스크
| 발매일           | 제목 | 형태            | 형태            | 최고 순위 | 인증 |
| ---------------- | --- | --------------- | --------------- | --------- | ---- |
| 2007년 3월 14일  | Fan service ~bitter~ | 초회한정반      | DVD             | 3         |      |
| 2008년 2월 13일  | Fan service ~bitter~ | 통상반          | DVD             | 3         |      |
| 2013년 8월 14일  | Fan service ~bitter~ | 통상반          | 블루레이 디스크 | 3         |      |
| 2008년 10월 15일 | Perfume First Tour 『GAME』 | DVD             | DVD             | 1         | 골드 |
| 2013년 8월 14일  | Perfume First Tour 『GAME』 | 블루레이 디스크 | 블루레이 디스크 | 1         | 골드 |
| 2009년 4월 22일  | Perfume 『BUDOUKaaaaaaaaaaN!!!!!』 | DVD             | DVD             | 1         | 골드 |
| 2013년 8월 14일  | Perfume 『BUDOUKaaaaaaaaaaN!!!!!』 | 블루레이 디스크 | 블루레이 디스크 | 1         | 골드 |
| 2010년 1월 13일  | Perfume Second Tour 2009『直角二等辺三角形TOUR』 Perfume Second Tour 2009 『직각이등변삼각형 TOUR』                                                                            | DVD             | DVD             | 1         |      |
| 2013년 8월 14일  | Perfume Second Tour 2009『直角二等辺三角形TOUR』 Perfume Second Tour 2009 『직각이등변삼각형 TOUR』                                                                            | 블루레이 디스크 | 블루레이 디스크 | 1         |      |
| 2011년 2월 9일   | 結成10周年、メジャーデビュー5周年記念!Perfume LIVE@東京ドーム「1 2 3 4 5 6 7 8 9 10 11」 결성 10주년, 메이저 데뷔 5주년 기념! Perfume LIVE@도쿄 돔 「1 2 3 4 5 6 7 8 9 10 11」 | DVD             | DVD             | 1         | 골드 |
| 2013년 8월 14일  | 結成10周年、メジャーデビュー5周年記念!Perfume LIVE@東京ドーム「1 2 3 4 5 6 7 8 9 10 11」 결성 10주년, 메이저 데뷔 5주년 기념! Perfume LIVE@도쿄 돔 「1 2 3 4 5 6 7 8 9 10 11」 | 블루레이 디스크 | 블루레이 디스크 | 1         | 골드 |
| 2012년 8월 1일   | Perfume 3rd Tour 「JPN」 | DVD             | DVD             | 1         | 골드 |
| 2013년 8월 14일  | Perfume 3rd Tour 「JPN」 | 블루레이 디스크 | 블루레이 디스크 | 1         | 골드 |
| 2013년 5월 22일  | Perfume WORLD TOUR 1st | DVD             | DVD             | 1         |      |
| 2014년 10월 1일  | Perfume WORLD TOUR 1st | 블루레이 디스크 | 블루레이 디스크 |           |      |
| 2014년 2월 12일  | Perfume Clips | DVD             | DVD             | 1         | 골드 |
| 2014년 2월 12일  | Perfume Clips | 블루레이 디스크 |                 | 1         | 골드 |
| 2014년 10월 1일  | Perfume WORLD TOUR 2nd | DVD             | DVD             | 1         |      |
| 2014년 10월 1일  | Perfume WORLD TOUR 2nd | 블루레이 디스크 |                 | 1         |      |

## 방송 출연

### 이전에 진행했던 방송
- 뮤직 재팬 (NHK 종합 텔레비전, 2009년 4월 5일 ~ 2016년 4월 3일, 진행자)

- HAPPY! (NTV, 2008년 4월 ~ 9월)
- Perfume의 신경 쓰이는 아이 (NTV, 2008년 10월 11일 ~ 2009년 3월 28일)
- Perfume의 샹들리에 하우스 (NTV, 2009년 4월 12일 ~ 6월 28일)

### 그 외
- 24개의 눈동자 (2007년, 2008년)
- 톱러너 (2008년)
- 모테키 (영화, 2011년)

### 뮤직 비디오
- 포르노그라피티 〈이타이타치이치〉

## 수상
- 2010년 《Mnet 아시안 뮤직 어워드》 베스트 아시아 팝 아티스트상[6]